# Факультет социологии Санкт-Петербургского государственного университета
Факульте́т социоло́гии  является одним из факультетов Санкт-Петербургского государственного университета. Факультет располагается во флигеле Смольного монастыря — памятника архитектуры, построенного Ф. Б. Растрелли.
Соседями факультета являются факультет международных отношений, факультет политологии, Канадский колледж, Центр русского языка и культуры, Учебно-методический центр по подготовке бухгалтеров, оценщиков и аудиторов (находится на территории факультета).
Факультет является одним из ведущих учебно-научных центров социологического образования, теоретических и прикладных исследований в России и продолжает традиции русской социологии, заложенные П. А. Сорокиным.

## История

### Предыстория создания[1][2][3]
- 1890-е гг. — активное использование социологических идей в преподавании различных дисциплин. Характерно для многих высших учебных заведений России. Борьба за признание статуса социологии как университетской дисциплины.
- 1901 г., 14 ноября — в Париже М. М. Ковалевским вместе с И. И. Мечниковым, Ю. С. Гамбаровым, Е. В. Де Роберти открыта Русская высшая школа общественных наук. Её можно считать прообразом социологического факультета. Курсы по социологии читались в 1901—1905 гг., они были представлены в Высшей вольной школе в Санкт-Петербурге.
- 1907 г. — открыта первая в России кафедра социологии в Психоневрологическом институте.
- 1912 г. — открыта социологическая секция при Историческом обществе Санкт-Петербургского университета.
- 1916 г. — создание Русского социологического общества им. М. М. Ковалевского. Деятельность общества была прекращена в 1922 г.
- 1917 г. — в Петроградском университете разрешено читать курсы социологии.
- 1919 г. — в Петроградском университете открыты кафедра и отделение социологии при факультете общественных наук (ФОН) под руководством П. А. Сорокина. В 1921 г. началась реорганизация ФОНа, в 1922 г. начались гонения на социологию, из страны были высланы ведущие русские учёные. В 1925 г. отделения ФОНа были окончательно закрыты.
- 1959 г. — в ЛГУ создана лаборатория социально-экономических исследований.
- 1960 г. — в ЛГУ создана лаборатория социологических исследований.
- 1965 г. — в ЛГУ образован научно-исследовательский институт комплексных социальных исследований (НИИКСИ).
- 1960-е гг. — в ЛГУ на различных факультетах читаются курсы лекций по методологии и методике социологических исследований, развиваются философско-социологические школы.
- Конец 1970-х — начало 1980-х гг. — в ЛГУ студенты философского факультета могут специализироваться по прикладной социологии.
- 1984 г. — отделение прикладной социологии открыто на экономическом факультете (кафедры прикладной социологии и планирования социально-экономических процессов).
- 1989 г. — в Перестройку открыты социологические факультеты в ЛГУ и МГУ.

### История факультета
Факультет был создан в 1989 году (когда в СССР стали открываться соцфаки) на базе отделения прикладной социологии экономического факультета. В структуру факультета изначально входило три кафедры, сейчас их — 11.
Первым деканом факультета был д.филос.н. Асалхан Бороноев. В 2000 году деканом стал д.соц.н. Николай Скворцов. В 2010 году он перешёл на должность проректора по научной работе, и факультет остался без руководителя, так как дважды проходившие выборы декана оказались нерезультативными. До 2013 года обязанности декана исполняла к.соц.н. Виктория Ивановна Дудина. В настоящее время деканом вновь является Н. Г. Скворцов.
Первоначально факультет располагался на 10 линии Васильевского острова, в здании, где находится подготовительное отделение СПбГУ. Частично занятия проводились на географическом факультете.
В 1991 году состоялся переезд факультета во флигель Смольного монастыря, где он и располагается в настоящий момент. Постепенно шло расширение площадей, занимаемых факультетом.
Изначально обучение на факультете шло по специальностям «Социология» и «Экономика труда», позднее добавились «Социальная антропология» и «Социальная работа», а в 2000-е годы в связи с потребностями рынка появились специальности «Прикладная информатика в социологии» и «Организация работы с молодёжью». С 1998 года ведётся обучение по направлению «Социология», выпускники получают степень бакалавра. С 1999 года выпускники — специалисты и бакалавры — имеют возможность продолжить обучение в магистратуре.
С 1994 года на факультете отмечается День социолога (14 ноября).
В 1998 году произошло объединение факультета социологии и Научно-исследовательского института комплексных социальных исследований (НИИКСИ). Таким образом, был создан Учебно-научный центр социологии, к которому позднее добавился Федеральный центр повышения квалификации «Социология» (Центр дополнительного образования по социологии и социальной работе).
В 2000 году на факультете был проведён Первый всероссийский социологический конгресс.
С 2001 года заслуженным учёным факультета присуждается звание «Почётный профессор СПбГУ». На данный момент его удостоены: д.филос.н., д.э.н. В. Я. Ельмеев (2001), д.филос.н. А. О. Бороноев (2003), д.филос.н. Р. П. Шпакова (2005), д.филос.н. Л. И. Селезнев (2006) и д.соц.н. В. Д. Виноградов (2014).
C 2018 года на факультете действует Социологическая клиника прикладных исследований СПбГУ, в которой студенты реализуют прикладные исследовательские проекты и получают профессиональный опыт. Первая встреча студентов прошла 5 марта 2018 года Официальное открытие состоялось 28 февраля 2019 года III Санкт-Петербургского международного форума труда. Научным руководителем Клиники является к.с.н. Русакова Майя Михайловна.

## Отделения
Отделения выделяются по специальностям либо по формам обучения.
По специальностям на факультете открыты отделения:
- Общей социологии

- Экономической социологии

- Социальной антропологии

- Социальной работы

- Прикладной информатики в социологии

- Социологии молодежи и молодежной политики

В соответствии с формой обучения студенты могут учиться на очном, очно-заочном (вечернем) и заочном отделениях.
Студенты любой специальности и формы обучения могут учиться на бюджетной и платной основе.
На факультете учится около 1300 студентов.
Для абитуриентов открыто подготовительное отделение, работает малый факультет.
Начали реализовываться программы дистанционного обучения.

## Кафедры
В настоящее время на факультете работают следующие кафедры:
1. Кафедра прикладной и отраслевой социологии. Создана в 1984 году на экономическом факультете, на её основе позднее и возник факультет социологии. Заведующий — проф., д.с.н. В. Г. Овсянников.
2. Кафедра теории и истории социологии. Создана в 1989 году. Заведующий — проф., д.ф.н., академик РАЕН, заслуженный деятель науки России А. О. Бороноев.
3. Кафедра социального управления и планирования. Создана в 1989 году. Заведующий — проф., д.э.н. В. Г. Долгов (1989—1994), проф., д.с.н. Л. Т. Волчкова (с 1994 г.).
4. Кафедра социального анализа и математических методов в социологии. Создана в 1990 году.
Заведующий — доц., к.э.н. А. Н. Сошнев.
5. Кафедра социологии политических и социальных процессов. Создана в 1990 году. До 2002 года называлась Кафедра теории социального развития человека и общества. Заведующий — проф., д.с.н., заслуженный работник высшей школы Российской Федерации В. Д. Виноградов.
6. Кафедра экономической социологии. Создана в 1994 году. Заведующий — проф., д.с.н. Ю. В. Веселов.
7. Кафедра социологии культуры и коммуникации. Создана в 1997 году. До 2002 года называлась Кафедра общей социологии. Заведующий — проф., д.ф.н. В. В. Козловский.
8. Кафедра теории и практики социальной работы. Создана в 1997 году. Заведующий — проф., д.ф.н. В. Н. Келасьев.
9. Кафедра культурной антропологии и этнической социологии. Создана в 1997 году. Заведующий — проф., д.с.н. Н. Г. Скворцов (1997—2004), проф., д.с.н. А. И. Куропятник (с 2004 г.).
10. Кафедра сравнительной социологии. Создана в 2004 году. Заведующий — проф., д.ф.н. А. В. Резаев.
11. Кафедра социологии молодёжи и молодёжной политики. Создана в 2005 году. Заведующий — проф., д.с.н. А. А. Козлов.
На факультете работает более 300 сотрудников, из которых 130 — преподаватели (профессора, доценты, старшие преподаватели, ассистенты; доктора и кандидаты наук).

## Магистратура
Обучение в магистратуре было открыто в 1999 году. Подготовка ведётся по направлению Социология и осуществляется в рамках 14 авторских программ:
1. Современные социологические теории
2. История зарубежной и отечественной социологии
3. Социология социальных изменений
4. Социология управления
5. Экономическая социология
6. Социология культуры
7. Социология политики и международных отношений
8. Социология коммуникаций
9. Современные методы и технологии в изучении социальных проблем общества
10. Гендерные исследования
11. Международная программа MA Global Sociology
12. Общественное здоровье
13. Studies in European Societies
14. Социология труда и предпринимательства.

## Аспирантура и докторантура
Обучение в аспирантуре и докторантуре ведётся по следующим специальностям:
- 22.00.01 — теория, методология и история социологии

- 22.00.03 — экономическая социология и демография

- 22.00.04 — социальная структура, социальные институты и процессы

- 22.00.06 — социология культуры, духовной жизни

- 22.00.08 — социология управления

- 23.00.02 — политические институты, этнополитическая конфликтология, национальные и политические процессы и технологии

Работают два диссертационных совета по защите докторских и кандидатских диссертаций.

## Международные связи
Обучение и развитие образования немыслимо без учёта мирового опыта. За время своего существования факультет был участником трёх европейских проектов Темпус-Тасис, в которых его партнёрами были вузы Германии, Австрии, Великобритании, Франции, Португалии. Существуют программы студенческих обменов. Студенты, магистранты, аспиранты, докторанты имеют возможность получения стипендии для обучения за границей. Принимаются на обучение иностранные учащиеся на все основные образовательные программы, которые реализуются на факультете.
На факультете действует Международный центр исследований социальной сферы.

### Европа
Через межуниверситетские договоры, в предметах которых нашла отражение социологическая тематика, факультет социологии СПбГУ сотрудничает с вузами Франции — Институтом политических наук Лилля, Страсбургским университетом, университетом Гренобль-2, Португалии — Лиссабонским университетом, Великобритании — университетом Уорика, Польши — Варшавским университетом, университетом Вроцлава, Финляндии — университетами Турку, Хельсинки и др. Как правило, лучшие выпускники ежегодно продолжают своё образование в Центральном европейском университете (Будапешт). Существуют хорошие условия для обучения в течение семестра или учебного года в университетах Финляндии, Норвегии, Дании, Швеции и др.
Большинство студентов факультета изучает английский язык. Периодически лекции читаются на английском языке иностранными преподавателями. В магистратуре две программы (Global Sociology и Studies in European Societies) ведётся на английском языке.

#### Германия, Австрия
У факультета тесные партнёрские отношения с факультетом социологии Билефельдского университета, Высшей профессиональной школой Билефельда, факультетом гуманитарных, социальных и воспитательных наук Магдебургского университета им. Отто-фон-Гёрике, институтом социологии Заочного университета Хагена, Свободным университетом Берлина, Венским университетом, а также университетами городов Гамбург, Лейпциг, Зальцбург, Эрфурт.
В целях научной кооперации в области социальных наук, развития социологической науки и обучения, а также расширения международных научных контактов на факультете создан Российско-германский центр социальных наук (РГЦ).
По желанию студенты имеют возможность изучать немецкий язык. Занятия проводятся преподавателями филологического факультета и немецкими специалистами (лекторами DAAD, стажёрами). На факультете регулярно проводится конкурс на получение стипендии в рамках программы Германской службы академического обмена.
В настоящее время заинтересованные студенты и выпускники вузов имеют возможность обучаться на Дополнительной образовательной программе «Практика профессиональной коммуникации в области социальных наук (на немецком языке)». Программа нацелена на повышение квалификации обучающихся в области социальных наук благодаря приобретению языковой компетенции, уровень которой позволил бы активно использовать немецкий язык в профессиональной, научной и учебной коммуникации.

### США
Существуют программы студенческого обмена с Франклин Колледжем, школой социального обеспечения университета Висконсин-Милуоки.

### Азия
На факультете действуют:
- Российско-Китайский Центр сравнительных социальных, экономических и политических исследований. Создан в 2004 году. Учреждён по совместной инициативе факультета социологии СПбГУ и Центра сравнительных политических и экономических исследований Центрального бюро переводов при ЦК КПК (Китайская Народная Республика).

- Институт восточных и западных обществ. Создан в 2004 году. Институт содействует реализации учебных и научно-исследовательских проектов, связанных с социологическим исследованием обществ Азиатско-Тихоокеанского региона, в том числе корейского общества, их сравнением с западными обществами как перспективным направлением развития отечественной социологии, других социальных наук, преподаваемых на факультете. Ведётся преподавание корейского языка. Существуют программы студенческого обмена с Сунлин Колледжем (Южная Корея).

## Научная жизнь
Функционирует Социологическое общество им. М. М. Ковалевского (восстановлено в 1993 г.). Основной задачей общества является объединение социологов, людей, обучающихся социологии, а также представителей других наук, заинтересованных в развитии социологического знания. Общество проводит конференции по социологическому образованию, издаёт серии книг «Российские социологи» и «Российская социология», развивает издательские проекты научной и учебной литературы. Председатель общества — А. О. Бороноев (1993—2005, в настоящее время — почётный председатель), Н. Г. Скворцов (с 2005 г.).
Существует Совет молодых учёных (создан в 2006 году). Целями совета является предоставление возможностей расширения профессиональных знаний и содействие развитию научного взаимодействия между студентами, аспирантами и преподавателями гуманитарных факультетов вузов Петербурга.
На факультете действуют:
- Центр социологических исследований (создан в 1996 году)
- Учебная лаборатория учебного отдела Учебного управления Ректората (в 2002—2010 годах называлась Центр научно-практической социальной работы и студенческих инициатив, создан в 2002 году)
- Центр мониторинга социальных процессов (создан в 1996 году)
- Ресурсный центр социально-гуманитарных исследований
- Институт гендерных исследований (создан в 2003 году), который был учреждён на основе научного центра «Женщины России», осуществлявшего свою деятельность с 1992 года.

На факультете есть аудиовизуальная лаборатория, лингафонный кабинет, компьютерно-информационный центр.
С 1998 года издаётся «Журнал социологии и социальной антропологии», который включён в список научных журналов ВАК Минобрнауки России. Под эгидой факультета издаётся журнал «Телескоп: наблюдения за повседневной жизнью петербуржцев. Социология и маркетинг».

## Знаменитые выпускники
Несмотря на то что факультет социологии относительно молодой, некоторые выпускники уже достигли определённой известности как публичные фигуры. Вот некоторые из них:
- Татьяна Архипова — медиаменеджер, менеджер в сфере культуры, директор Большого драматического театра[6]
- Фёдор Погорелов — петербургский теле- и радиоведущий, журналист, футбольный комментатор
- Людмила Ширяева — российская актриса и телеведущая
- Анастасия Хмелёва - известный социолог, доктор социологических наук, хэдлайнер HR департамента Газпромнефти, автор многих популярных статей